# Kanton Saint-Brieuc-1
 Saint-Brieuc-1   is een kanton van het Franse departement Côtes-d'Armor. Het kanton maakt deel uit van het arrondissement Saint-Brieuc. In 2020 telde het 21.817 inwoners.
Het kanton werd gevormd ingevolge het decreet van 13 februari 2014 met uitwerking op 22 maart 2015, met  Saint-Brieuc als hoofdplaats.

## Gemeenten
Het kanton omvat enkel een (westelijk) deel van de gemeente Saint-Brieuc.